# Geklonterd kalkkopje
Het geklonterd kalkkopje (Physarum conglomeratum) is een slijmzwam behorend tot de familie Physaraceae. Het leeft op loofbomen en struiken.

## Verspreiding
In Nederland komt het zeldzaam voor. 